# First Division (Malta) 1918/19
Die First Division 1918/19 war die achte Spielzeit in der Geschichte der höchsten maltesischen Fußballliga. Meister wurde erstmals das King’s Own Malta Regiment.

## Modus
Die Saison wurde in einer einfachen Runde ausgetragen. Für einen Sieg gab es zwei Punkte, für ein Unentschieden einen und für eine Niederlage keinen Punkt. Bei Punktgleichheit wurde um die Meisterschaft ein Entscheidungsspiel ausgetragen.

## Abschlusstabelle
| Pl. | Verein                        | Sp. | S | U | N | Tore    | Quote | Punkte |
| --- | ----------------------------- | --- | - | - | - | ------- | ----- | ------ |
| 1.  | King’s Own Malta Regiment (N) | 4   | 4 | 0 | 0 | 009:000 | ∞     | 08:0   |
| 2.  | Ħamrun United (M)             | 4   | 3 | 0 | 1 | 006:400 | 1,50  | 06:20  |
| 3.  | Malta Army (N)                | 4   | 1 | 0 | 3 | 004:600 | 0,67  | 02:60  |
| 4.  | Sliema Amateurs               | 4   | 1 | 0 | 3 | 005:800 | 0,63  | 02:60  |
| 5.  | Cospicua Rangers (N)          | 4   | 1 | 0 | 3 | 004:100 | 0,40  | 02:60  |

Platzierungskriterien: 1. Punkte – 2. Torquotient
| Zum Saisonende 1918/19:                                 |                                             |
| Maltesischer Meister 1918/19: King’s Own Malta Regiment |                                             |
|                                                         |                                             |
| Zum Saisonende 1917/18:                                 |                                             |
| (M)                                                     | Amtierender Meister: Ħamrun Spartans        |
| (N)                                                     | Neuaufsteiger: Malta Army, Cospicua Rangers |

## Kreuztabelle
| 1918/19                   | King’s Own Malta Regiment | ĦAM | Malta Army | Sliema Amateurs | COS   |
| ------------------------- | ------------------------- | --- | ---------- | --------------- | ----- |
| King’s Own Malta Regiment |                           | 2:0 | 1:0        | 4:0             | 2:0   |
| Ħamrun United             | –                         |     | 1:0        | 1:0             | 4:2   |
| Malta Army                | –                         | –   |            | 3:2             | 1:2   |
| Sliema Amateurs           | –                         | –   | –          |                 | 3:0 1 |
| Cospicua Rangers          | –                         | –   | –          | –               |       |